# Marta Gajewska
Marta Gajewska (ur. 13 października 1987) – polska koszykarka, występująca na pozycji silnej skrzydłowej, multimedalistka mistrzostw Polski.

## Osiągnięcia

### Drużynowe
- Brązowa medalistka mistrzostw Polski (2007)[1]
- Wicemistrzyni I ligi (2006)[2]